# Никола Пантелијин Луњевица
Николa Луњевица (Горњи Милановац, 1876 — Београд, 29. мај/11. јун 1903), био је aртиљеријски поручник Војске Краљевине Србије и брат краљице Драге (1866—1903), супруге краља Александра Обреновића (1876—1903). Имао је млађег брата Никодијa Луњевицу (1881—1903), коњичкoг поручникa.

## Биографија
Рођен је у Горњем Милановцу, Кнежевина Србија, у породици Панте Луњевице (1840—1887), начелника аранђеловачке области и његове супруге Анђелије, девојачко Кољевић. Имао је брата Никодија и четири сестре, Драгу (1866—1903), Христину (1861—1936), Ђурђину и Ану - Војку (1884—1975). Мајка му је боловала од дипсоманије, док је отац преминуо у менталној институцији.
 Његов деда је био Никола Милићевић Луњевица (1776—1842), сарадник кнеза Милоша Обреновића и рођак књегиње Љубице Обреновић.
Брзо је напредовао по официрској хијерархији након удаје Драге за краља Александра Обреновића. Никола као краљев шурак био је изузетно  арогантнан према другим официрима. У тренуцима свог опијања чак је у вили Обреновића убио дежурног официра што је био велики скандал али је интервенцијом краља то експресно заташкано. Његова сестра краљица Драга га је преко првог ађутанта генерала Лазара Петровића, фаворизовала у официрској каријери, док је млађег Никодија видела као потенцијалног престолнаследника. Занимљивост је била да је увек када је улазио у кафану захтевао од музичара да му се прво свира државна химна што је нервирало госте а и војску.
Убијен је по наређењу колеге са класе његовог брата, Воје Танкосића у Мајском преврату, заједно са сестром Драгом, братом Никодијeм и краљем Александрем. Због претходних понижења и опхођења према војсци и народу, Танкосић је Николу Луњевицу и његовог брата Никодија, од тренутка хапшења до стрељања, ословљавао са Ваше величанство.
Заједно са својом породицом сахрањен је у Манастиру Вујан.

## Занимљивости
У тв-серији Крај династије Обреновић, улогу Николe Луњевице тумачио је Владан Гајовић.

## Породично стабло
|  |                                        |  |  |  |  |  |  |  |  |  |  |  |  |  |  |  |
|  | Никола Милићевић Луњевица (1776–1842). |  |  |  |  |  |  |  |  |  |  |  |  |  |  |  |
|  |                                        |  |  |  |  |  |  |  |  |  |  |  |  |  |  |  |
|  |                                        |  |  |  |  |  |  |  |  |  |  |  |  |  |  |  |
|  | Пантелија Луњевица (1840–1887).        |  |  |  |  |  |  |  |  |  |  |  |  |  |  |  |
|  |                                        |  |  |  |  |  |  |  |  |  |  |  |  |  |  |  |
|  |                                        |  |  |  |  |  |  |  |  |  |  |  |  |  |  |  |
|  | Атанасије Чарапић (1770–1810).         |  |  |  |  |  |  |  |  |  |  |  |  |  |  |  |
|  |                                        |  |  |  |  |  |  |  |  |  |  |  |  |  |  |  |
|  |                                        |  |  |  |  |  |  |  |  |  |  |  |  |  |  |  |
|  | Ђурђија Луњевица рођ. Чарапић (17–18). |  |  |  |  |  |  |  |  |  |  |  |  |  |  |  |
|  |                                        |  |  |  |  |  |  |  |  |  |  |  |  |  |  |  |
|  |                                        |  |  |  |  |  |  |  |  |  |  |  |  |  |  |  |
|  | Николa Луњевица (1876–1903).           |  |  |  |  |  |  |  |  |  |  |  |  |  |  |  |
|  |                                        |  |  |  |  |  |  |  |  |  |  |  |  |  |  |  |
|  |                                        |  |  |  |  |  |  |  |  |  |  |  |  |  |  |  |
|  | Анђелија Луњевица рођ. Кољевић (18–1). |  |  |  |  |  |  |  |  |  |  |  |  |  |  |  |
|  |                                        |  |  |  |  |  |  |  |  |  |  |  |  |  |  |  |
|  |                                        |  |  |  |  |  |  |  |  |  |  |  |  |  |  |  |